# Calocarides quinqueseriatus
Calocarides quinqueseriatus is een tienpotigensoort uit de familie van de Axiidae. De wetenschappelijke naam van de soort is voor het eerst geldig gepubliceerd in 1902 door Rathbun. De voormalige soort Calocarides rostriserratus (Andrade & Baez, 1977) wordt beschouwd als dezelfde soort.